# 도약이동

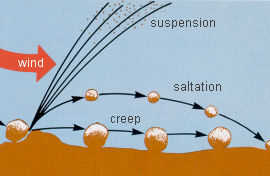
모래의 도약이동

도약이동(saltation, 라틴어 saltus '도약, 도약'에서 유래)은 지질학에서 바람이나 물과 같은 유체에 의한 입자 이동의 특정 유형이다. 이는 느슨한 물질이 침대에서 제거되어 유체에 의해 운반된 후 표면으로 다시 운반될 때 발생한다. 예로는 강에 의한 조약돌 운반, 사막 표면 위의 모래 표류, 들판 위로 부는 토양, 북극이나 캐나다 대초원과 같은 매끄러운 표면 위의 눈 (날씨) 표류 등이 있다.

## 같이 보기
- 풍식
- 비약 전도